# Lista över avsnitt av Familjen Macahan
Lista över avsnitt av TV-serien Familjen Macahan, som ursprungligen sändes i ABC.

## Översikt
| Säsong | Säsong       | Avsnitt      | Avsnitt      | Originalvisning       | Originalvisning      |
| Säsong | Säsong       | Avsnitt      | Avsnitt      | Första sändningsdatum | Sista sändningsdatum |
| ------ | ------------ | ------------ | ------------ | --------------------- | -------------------- |
|        | Pilotavsnitt | Pilotavsnitt | Pilotavsnitt | 19 januari 1976       | 19 januari 1976      |
|        | 1            | 3            | 3            | 6 februari 1977       | 20 februari 1977     |
|        | 2            | 14           | 14           | 12 februari 1978      | 21 maj 1978          |
|        | 3            | 11           | 11           | 15 januari 1979       | 23 april 1979        |

## Avsnitt

### Pilotavsnitt (1976)
| Titel | Regissör         | Manus      | Originalvisning |
| --- | ---------------- | ---------- | --------------- |
| "The Macahans" | Bernard McEveety | Jim Byrnes | 19 januari 1976 |
| Zeb återvänder till sina hemtrakter i Virginia för att besöka sin familj. Det visar sig att hans bror Timothy vill flytta med familjen västerut till Oregon för att fly undan inbördeskriget. Zeb går med på att leda familjen på den farofyllda färden. Då familjen får veta att kriget har brutit ut i Virginia, beslutar sig Timothy för att åka hem för att hämta sina gamla föräldrar. Familjen beslutar sig för att övervintra vid Platte River i Nebraska innan de fortsätter resan. Första slaget vid Bull Run utkämpas där familjen bor, och farmor och farfar Macahan dör. Farmen blir helt förstörd. Timothy blir tvångsrekryterad av nordstatsarmén efter att han begravt sina föräldrar. Äldste sonen Seth Macahan (som i följande avsnitt heter Luke), beslutar sig för att leta reda på sin far. Även Seth tvingas in i armén och i Slaget vid Shiloh påträffar han sin far, som är dödligt sårad och dör i Seths famn. Han deserterar därpå från armén. På vägen hem anklagas han för att vara en hästtjuv och tvingas skadeskjuta en sheriff för att undvika att bli hängd i Missouri. Han återvänder till familjen för att berätta om pappans död och att han själv är på flykt undan lagen. |                  |            |                 |

### Säsong 1 (1977)
| Nr i serien | Nr i säsongen | Titel                 | Regissör                   | Manus                                                                  | Originalvisning  |
| --- | ------------- | --------------------- | -------------------------- | ---------------------------------------------------------------------- | ---------------- |
| 1 | 1             | "Provost Marshal"     | Burt Kennedy & Daniel Mann | Ron Bishop, Jim Byrnes, William Kelley, John Mantley & Earl W. Wallace | 6 februari 1977  |
| Zeb leder armén till ett indianläger, ovetande om att armén tänker döda alla över 12 års ålder (Bear River-massakern). När Zeb får reda på detta försöker han varna indianerna och blir själv skjuten men överlever. Han samlar ihop de överlevande barnen och tar dem på en lång vandring till ett fort. Luke är på flykt från armén, men påträffas av kapten Grey som tänker arrestera honom för desertering. Zeb dyker upp och förhindrar detta. Luke ger sig iväg, men blir skjuten när han förhindrar några män att antasta simonitkvinnan Erika Hanks; han blir sedan omhändertagen och vårdad av en grupp simoniter. Zeb ger sig iväg för att försöka leta upp och hämta hem Luke så att familjen kan fortsätta färden mot Oregon. Kate blir uppvaktad från oväntat håll på Macahangården; den närbelägna indianbyns (Shoshone-indianer) hövding anser att Kate ska bli ihop med en av hans krigare. Gästroller: Anthony Zerbe som Martin Grey, David Huddleston som Christy Johnson och William Conrad som berättaren. |               |                       |                            |                                                                        |                  |
| 2 | 2             | "Erika"               | Burt Kennedy & Daniel Mann | Ron Bishop, Jim Byrnes, William Kelley, John Mantley & Earl W. Wallace | 13 februari 1977 |
| Luke börjar återhämta sig i simonitbyn och funderar på att stanna kvar där, eftersom han hyser varma känslor för Erika Hanks. Zeb hjälper en gammal vän (Cully Madigan) att befria dennes son som tagits tillfånga av kråkindianer. Arikierindianerna fångar Zeb och Cully och tänker byta dem med kråkindianerna för fred, men Zeb och Cully rymmer för att rädda pojken. Cully byter sin frihet mot pojkens. I den pacifistiska simonitbyn hamnar Luke i ytterligare en vapenduell, och han tvingas att lämna simonitbyn. |               |                       |                            |                                                                        |                  |
| 3 | 3             | "Bowie John Christie" | Burt Kennedy & Daniel Mann | Ron Bishop, Jim Byrnes, William Kelley, John Mantley & Earl W. Wallace | 20 februari 1977 |
| Zeb dödar Cully så denne ska slippa lida då han torteras av indianerna. Erika följer efter Luke. Efter att de har blivit attackerade dödas Erika. Luke är på flykt igen. Han får hjälp av Zeb och de blir nu båda jagade av ett uppbåd som leds av kapten Martin Grey. Samtidigt ser Macahans farm ut att hamna mitt i ett indiankrig mellan arapaho-indianer och shoshone-indianer. Luke får amnesti för att han deserterade, men är fortfarande efterlyst för att skadeskjutit en sheriff i Missouri. Kapten Grey får sparken från armén och blir prisjägare, med avsikt att hitta Luke. Arapaho-indianerna lämnar Macahans farm då de får reda på att nybyggarna är släktingar till Zeb. Kapten Grey tar familjen som gisslan medan han väntar på att Zeb och Luke ska återvända hem. Kate räddar dem genom att döda Grey. Familjen fortsätter sedan sin färd mot Oregon. |               |                       |                            |                                                                        |                  |

### Säsong 2 (1978)
| Nr i serien | Nr i säsongen | Titel            | Regissör                            | Manus | Originalvisning  |
| --- | ------------- | ---------------- | ----------------------------------- | ----- | ---------------- |
| 4 | 1             | "Buffalo Story"  | Bernard McEveety &Vincent McEveety  | N/A   | 12 februari 1978 |
| År 1868 har den amerikanska regeringen bjudit in representanter från det ryska hovet till bisonjakt. Zeb kallas till Fort Sully i South Dakota för att fungera som vägvisare för ryssarna, anförda av storhertigen Dmitrij, tsarens bror. Zeb, som avlönas av fortets förvaltning, vägrar dock att lyda order och påtalar att bisonoxarna är utrotningshotade och ett av indianernas viktigaste födodjur. Zeb säger upp sig och på väg till Macahanfarmen träffar han Luke som berättar att syskonens mor har avlidit. Samtidigt är de övriga syskonen i stan för att hämta moster Molly Culhane som anländer med tåg från Chicago. Det visar sig svårt för Molly att övertyga syskonen om att hon ska stanna. En annan, mer skrupelfri vägvisare, Brinkerhoff, leder in den ryska jaktdelegationen på indianterritorium vid Black Hills för att jaga bison. Storhertigens brorson, Sergej greven av Kiev och en hovdam blir tillfångatagen av uppretade siouxindianer. |               |                  |                                     |       |                  |
| 5 | 2             | "Mormon Story"   | Bernard McEveety & Vincent McEveety | N/A   | 19 februari 1978 |
| Zeb förhandlar med siouxernas hövding Satangkai om villkoren för den ryske grevens frisläppande. Regeringen skickar kavalleriet lett av general Stonecipher för att reda ut saken. Samtidigt har ett förbipasserande mormonpar bjudits in av Molly att övernatta på Macahanfarmen. Laura blir förtjust i mormonen Jeremiah Taylor. Luke, som inte vågar stanna hemma mer än ett par dagar, ger sig av till häst och kommer till den lilla staden Jimsons Breek där han hamnar i häktet. Han släpps dock ut av den forellfiskande äldre sheriffen Orville Gant, som han blir god vän med. Tycke uppstår mellan Luke och sheriffens temperamentsfulla dotter Hillary. |               |                  |                                     |       |                  |
| 6 | 3             | "Interlude"      | Bernard McEveety & Vincent McEveety | N/A   | 26 februari 1978 |
| Sheriff Orville Gant, Hillarys far, övertalar Luke att lämna staden då han anser att hans dotter inte har någon framtid med en efterlyst man, även om han är oskyldig. Luke ger sig av och blir motvillig gäst hos ett rövarband ledd av den förre sydstatsöversten Flint som har hemlighetsfulla planer. Luke blir dock vän med en av medlemmarna Curt Grayson. Zeb leder en liten grupp siouxindianer som gör skenmanövrer mot kavalleriet medan de övriga i siouxstammen sätter sig i säkerhet. Molly går med på Lauras giftermål med mormonen men på villkor att de två första fruarna närvarar vid bröllopet. Den amerikanska armén vill straffa siouxindianerna men hövdingen Satangkai vägrar låta sig sättas i fängelse och väljer istället att ta sitt liv. |               |                  |                                     |       |                  |
| 7 | 4             | "Orville Gant"   | Bernard McEveety & Vincent McEveety | N/A   | 5 mars 1978      |
| Luke återvänder till Jimsons Breek och varnar Orville Gant för överste Flints rövarband som tänker råna en guldtransport. I samband med detta dödas överste Flint och Curt Grayson. Zeb räddar en kvinna som rövats bort av två pälsjägare genom att döda dessa. Kvinnan visar sig vara Beth, Zebs flickvän för tjugo år sedan; de hade planerat att gifta sig men Zeb blev skadad av en grizzlybjörn innan bröllopet och försvann därmed ur Beths liv. Laura ställer in bröllopet med mormonen Jeremiah Taylor när hon upptäcker att hans andra fru bara är tjugo år gammal. Jessie blir stungen av bin och svävar mellan liv och död. Beths historia om hur hon blev bortrövad verkar inte vara sanningsenlig; hon flyr från staden efter att ha lämnat ett avskedsbrev till Zeb, där hon förklarar honom sin kärlek. Zeb ger sig ut i vildmarken för att finna henne.                                                                                                |               |                  |                                     |       |                  |
| 8 | 5             | "Amnesty"        | Bernard McEveety & Vincent McEveety | N/A   | 12 mars 1978     |
| Zeb kommer fram till Beths hem där han träffar hennes blinde man Kapten Harrison som alla tror är död sedan tjugo år. Det visar sig att han och Beth gömde sig undan armén för att han skulle slippa ställas inför krigsrätt. När Zeb återvänder hem är Jessie fortfarande svårt sjuk, närapå döende. Zeb bestämmer sig för att ta med henne till arapaho-indianernas medicinman som så småningom botar henne. Indianerna svälter och Zeb och Luke bestämmer sig för att hjälp dem att få dit boskap och beger sig med några indianer ned mot Texas. |               |                  |                                     |       |                  |
| 9 | 6             | "Cattle Drive"   | Bernard McEveety & Vincent McEveety | N/A   | 19 mars 1978     |
| Frank Grayson fabricerar bevis på att Luke varit med i det laglösa gänget, och när rättegången mot Luke börjar ser det illa ut. Dessutom hittas domare Rensen död. |               |                  |                                     |       |                  |
| 10 | 7             | "Robber's Roost" | Bernard McEveety & Vincent McEveety | N/A   | 26 mars 1978     |
| Molly och Jessie är på väg hem då diligensen kör av vägen. Jessie, som är förvirrad, ger sig ut i ödemarken och hittas av en indian som försöker hjälpa henne. Molly, Laura och Josh ger sig ut för att finna henne och tar hjälp av Deek Peasley, som sägs vara bekant med Zeb. Zeb, Luke och indianerna har nått Texas där de köper boskap. Samtidigt träffar Zeb sin gamle vän Tap Henry som hjälper dem. |               |                  |                                     |       |                  |
| 11 | 8             | "Deek"           | Bernard McEveety & Vincent McEveety | N/A   | 9 april 1978     |
| Doreen berättar om Francis och Stillman för Zeb och Josh blir angripen av Stillman och hans mannar. Molly har fullt upp med att försvara sig mot Deek. |               |                  |                                     |       |                  |
| 12 | 9             | "The Judge"      | Bernard McEveety & Vincent McEveety | N/A   | 16 april 1978    |
| 13 | 10            | "Gold"           | Bernard McEveety & Vincent McEveety | N/A   | 23 april 1978    |
| Luke räddar domare Rensen undan indianerna, och den lättade domaren visar sin tacksamhet genom att försöka få honom benådad. Han tar med Luke till Las Mesas i New Mexico där han ska försöka få honom benådad för det han är efterlyst för i Missouri. Molly, Laura och Jessie hittar guld vid floden intill deras hem. Martin Stillman, sheriffen som Luke sårade får nys om att Luke är gripen och beger sig till Las Mesas. |               |                  |                                     |       |                  |
| 14 | 11            | "Brothers"       | Bernard McEveety & Vincent McEveety | N/A   | 30 april 1978    |
| Otter Belt hotar att avslöja Taps samröre med rövarpacket för Zeb, vilket slutar med att Tap av misstag dödar honom. Deek kommer på att familjen Macahan hittat guld och mutar en markförvaltare för att komma över Macahans mark och guldet i dess flodkrök. Josh kommer till Las Mesas för att hjälpa Luke, men blir förälskad i Doreen på kuppen. Stillman anlitar Francis, Doreens chef, för att få Luke dömd. Tap berättar sin mörka hemlighet för Zeb och hamnar i en blodig revolverduell där Tap dödas. |               |                  |                                     |       |                  |
| 15 | 12            | "Secrets"        | Bernard McEveety & Vincent McEveety | N/A   | 7 maj 1978       |
| 16 | 13            | "The Hearing"    | Bernard McEveety & Vincent McEveety | N/A   | 14 maj 1978      |
| 17 | 14            | "The Posse"      | Bernard McEveety & Vincent McEveety | N/A   | 21 maj 1978      |

### Säsong 3 (1979)
| Nr i serien | Nr i säsongen | Titel            | Regissör         | Manus                              | Originalvisning  |
| --- | ------------- | ---------------- | ---------------- | ---------------------------------- | ---------------- |
| 18 | 1             | "The Gunfighter" | Vincent McEveety | Steve Hayes & Ron Bishop           | 15 januari 1979  |
| En ranchägare anlitar en revolverman för att bli av med nybyggare som bosatt sig i en dalgång som ranchägaren anser sig äga. |               |                  |                  |                                    |                  |
| 19 | 2             | "The Rustler"    | Barry Crane      | Calvin Clements Sr. & John Mantley | 22 januari 1979  |
| Zeb, Josh och Luke fångar in ett gäng vildhästar som de för till sin ranch för att tämja. Ett laglöst band med tre unga pojkar ser en chans att komma åt ett lätt byte genom att ta de dyrbara hästarna. Jessie blir förälskad i en av pojkarna, fritar honom från fängelset och försöker fly med honom till Kanada. Han blir svårt skadad vid deras bröllop och avlider innan de blivit vigda.                    |               |                  |                  |                                    |                  |
| 20 | 3             | "The Enemy"      | Gunnar Hellström | Ron Bishop & Steve Hayes           | 5 februari 1979  |
| Zeb får i uppdrag av en överste vid Fort Ellis i Montana att spåra upp ett gäng indianer (ledda av Vargtass) som brutit mot ett ingånget avtal om att nybyggare på väg västerut har rätt att korsa indianernas marker. Zeb hamnar snabbt på kollisionskurs med den på expeditionen medföljande löjtnanten Ayless, som är en indianhatande nyutexaminerad officer från United States Military Academy i West Point. |               |                  |                  |                                    |                  |
| 21 | 4             | "The Innocent"   | Alf Kjellin      | Ray Goldrup                        | 12 februari 1979 |
| Josh är på väg hem från bergen med ett par hästar, när han blir involverad i en konflikt mellan två familjer. Färjan som han tänkt använda för att korsa en flod har blivit saboterad, och Josh bestämmer sig för att stanna och hjälpa till med reparationerna. Under tiden får han lära känna den något efterblivna pojken Willie, som lever tillsammans med sin överbeskyddande mor.                            |               |                  |                  |                                    |                  |
| 22 | 5             | "Hillary"        | Irving J. Moore  | Earl W. Wallace                    | 26 februari 1979 |
| Luke tror sig ha hittat den man som kan rentvå honom, samtidigt som han planerar sitt bröllop med Hillary. |               |                  |                  |                                    |                  |
| 23 | 6             | "L'Affaire Riel" | Harry Falk       | John Mantley & Calvin Clements Sr. | 5 mars 1979      |
| Zeb blir ombedd av General Phillip Sheridan att söka upp och tillfångata Louis Riel, ledare för ett franskt-indianskt folk som flytt Kanada efter en misslyckad revolution. |               |                  |                  |                                    |                  |
| 24 | 7             | "The Scavengers" | Ralph Senensky   | Calvin Clements Jr.                | 12 mars 1979     |
| Zeb, Molly och Laura har varit i St. Louis, och är på väg hem med en flodbåt som blir anfallen av pirater. |               |                  |                  |                                    |                  |
| 25 | 8             | "The Forgotten"  | Barry Crane      | Earl W. Wallace & Ray Goldrup      | 19 mars 1979     |
| Luke och Josh träffar på en sydstatssoldat som inte vet att inbördeskriget är slut. |               |                  |                  |                                    |                  |
| 26 | 9             | "Luke"           | Vincent McEveety | Calvin Clements Sr. & John Mantley | 2 april 1979     |
| I Las Mesas finns sedan tidigare en belöning på 5 000 dollar utfäst till den som tillfångatar Luke, död eller levande. Ryktet om belöningen börjar sprida sig, och Luke tvingas söderut för att undvika huvudjägare och för att försöka rentvå sig från anklagelserna. |               |                  |                  |                                    |                  |
| 27 | 10            | "China Girl"     | Joseph Pevney    | Calvin Clements Jr.                | 16 april 1979    |
| Familjen Macahan blir vänner med en ung kinesisk immigrant som efter att ha blivit våldtagen på fartyget blivit gravid. Hennes far anser att barnet måste dö. |               |                  |                  |                                    |                  |
| 28 | 11            | "The Slavers"    | Joseph Pevney    | Dick Nelson                        | 23 april 1979    |
| Zebs brev till Tap Henrys dotter Teresa kommer tillbaka oöppnade. Zeb lovade Tap att se efter Teresa, så Zeb och Josh beger sig till Mexiko för att se vad som kan ha hänt henne. |               |                  |                  |                                    |                  |

### Fotnoter
1. ↑  Patrik Jonsson (9 april 2015). ”De 5 bästa filmbaserade tv-serierna”. Moviezine. https://www.moviezine.se/nyheter/de-5-basta-filmbaserade-tv-serierna. Läst 25 januari 2017.